# Thorsten
Thorsten je mužské křestní jméno skanidnávského původu. Je to složenina jména boha Thora a sten "kámen". Staroseverské jméno bylo Þórsteinn. V této podobě je jméno užívané na Islandu.
Jméno je jedním ze skupiny staroseverských jmen zahrnujících theonym Thor, kteráž jsou: Thórarin, Thórhall, Thórkell, Thórfinn, Thórvald. Thórvolf, Thórgríd.
V anglickém a německém jazyku je dnem boha Thora čtvrtek – Thursday a Donnerstag.

## Nositelé jména Tórsten
- Torstein Aagaard-Nilsen, norský skladatel
- Torsten Amft, německý módní návrhář
- Thorsten Dauth, německý desetibojař
- Thorsten Flinck, švédský hudebník
- Thorsten Grönfors, švédský námořník a tenista
- Torsten Gütschow, německý fotbalista
- Thorsten Hansen, norský házenkář
- Thorsten Nordenfelt, švédský tvůrce a industrialista
- Thorstein Veblen, norsko-americký sociolog a ekonom
- Thorstein Raaby, norský telegraf, odbojný bojovník a badatel
- Thorsten Sellin, americký sociolog
- Thorsten Svensson, švédský fotbalista
- Thorsten Schmitt, německý lyžař v severské kombinaci

## Nositelé jméno Thór, Donar
- Thór - germánský bůh hromu a blesku
- Thor Eldon – první manžel Björk
- Thor Heyerdahl – norský mořeplavec a badatel